# إدوين دريك
مخترع وصناعي وفني في مجال الميكانيك البخاري . ولدادوين دريك Edwin drake في غرين فيل بولاية نيويورك 1819م، والذي بداء حياته العملة في سن التاسعة عشر من عمره بأعمال بناء وتحديث القاطرات البخارية ومحركات التدافع حتى أصبح المسؤول الأول عن حركة تنقلات وصيانة أعمال سكك الحديد هناك، وأوكلوا له مهمة القيام بتطوير مضخات الضغط الحديدية الخاصة بالحفر السريع للوصول إلى الزيت الأسود بتكليف من مجلس إدارة شركة روك النفطية وتعود ملكيتها إلى "Seneca oil" والكائنة بمنطقة (Titusville) شمال شرق ولاية بنسلفانيا الأمريكية حيث قرر المالكين والمساهمين بالأجماع بتاريخ 14 /11/ 1957 م بعد اجتماع عام مطول تكليف فني تشكيل الحديد المخترع ادوين دريك، وفي سنة 1858 م بداء العمل الشاق بالطرق التقليدية التي كانت تعتمد بالاستخراج والتحكم وبعد خمس امتار حفر انكسر الجانبين من قواعد البئر وكانت الخسارة الأولى، ثم بداء العمل بالقراص اليدوية وكان الإخفاق الثاني على عمق 8 امتار، فتعالت الأصوات المنددة بهذا العمل بحيث يجب أن يتوقف بسرعة للمحافظة على أموال الشركة ولكن ادوين دارك لم يكترث واستمر بالعمل معتمدا في بعض الأحيان على متطوعين آمنوا بقدراته وأخيرا اضطر للجواء إلى الدعم البخاري المركب المبتكر وأعمدة الحديد الفولاذية الحادة لمنع انهيار البئر واستمرار الحفر والتثبيت، وقد نجاح واستطاع سنة 1959 م وبعد مجهود مضني من استخراج القطران وبذلك يكون ادوين دارك قد اخترع أسلوب جديد للحفر ما ذال يستعمل إلى وقتنا هذا، ولكن من سواء حظه انه لم ينتبه إلى تسجيل براءة اختراعه، فانتشرت طريقة وأسلوب عمله المبتكر بين أصحاب حقول النفط وأحواضه في بنسلفانيا وتكاثرت ابأر الزيت التي تستعمل طريقة ادوين في الحفر حتى وصل إنتاج المنطقة سنة 1870 م إلى 15900 برميل يوميا، هذا وكان ادوين قد أنشاء سنة 1863 «مجموعة دارك للأوراق المالية واستخراج وتسويق وتكرير البترول» ولكنه خسر في المضاربات واصبح فقيرا سنة 1871 م، رغم أن اغلب من دخل مضمار صناعة النفط جمع ثروة في ذلك الوقت ألا انه اخفق فاجتمعت حكومة ولاية بنسلفانيا وصوتت بالأجماع على صرف مبلغ 1500 دولار سنويا له لإنجازه المتقدم في مجال صناعة الكحيل ومشتقاته، ولكن ورغم كل ما ذكر فأن التاريخ يقول أن وأول هيكل حفار ميكانيكي بخاري كان من صنع واختراع ادوين دريك والموجودة حاليا في مدينة تيتوسيفل.
```
ويعتبر هذا الإنجاز العلمي والقيم الهام الخاص بمستقبل الطاقة بداية توجيه أنظار المعمورة إلى العالم الجديد المبتكر لثورة الذهب الأسود، الذي غير وجه مجتمعات سكان الأرض من الناحية العلمية والعملية، هذا وقد توفي ادوين في 
بنسلفانيا
 سنة 1880 م عن عمر ناهز الواحد وستون عام.
```